# 舔食副熱鯛
舔食副熱鯛，為輻鰭魚綱鱸形目隆頭魚亞目慈鯛科的其中一種，分布於非洲馬達加斯加淡水流域，體長可達18.4公分，棲息在中底層水域，生活習性不明。

## 擴展閱讀
維基物種上的相關：舔食副熱鯛